# تويتر بوت
تويتر بوت هو نوعٌ من البوتات التي يُتحكمُ فيهَا من خِلال واجهة برمجة التطبيقات. تعملُ حسابات البوت هذه علَى تنفيذ مجموعةٍ من الإجراءات مثلَ التغريد، إعادة التغريد، الإعجاب، إلغاء متابعة أو حتّى المراسلة المباشرة معَ حسابات أخرى. تحكمُ هذه البوتات مجموعة منَ القواعد لتفادي سوء الاستخدام. يشملُ الاستخدام السليم نشر البوت لمعلومات مفيدة تلقائيا أو توليد معلومات أخرى مثيرة للاهتمام كما تشملُ الرد على المستخدمين عبر رسائل مباشرة وتلقائية، في حيت يشملُ الاستخدام غير السليم التحايل وانتهاك خصوصية المستخدم أو إرسال رسائل البريد الإلكتروني غير المرغوب فيها.

## الميزات
هناك مجموعة منَ المعايير التي تُشير إلى أن الحساب قد يكون بوتًا أو أنّه مصمم لهذا الغرض:
- التغريدات المنتظمة[ا]
- تحديد التغريدات غير المرغوب فيهَا
- التغريد بوتيرة غزيرة بالمقارنة مع ما قد يُغرده الإنسان في اليوم الواحد.

## أمثلة
هناك العديد من الأنواع المختلفة من الحِسابات البوتيّة في تويتر والتي تختلفُ من ناحية الغرض من حِسابٍ إلى آخر. بعض البوتات قد تنشرُ تغريدات عادةً ما تكونُ مفيدة مثل @EarthquakesSF (الوصف أدناه). في المجموع؛ يُقدر أن حوالي 24% من التغريدات على الموقع تأتي من حِسابات بوتيّة. فِيما يلي أمثلة على بعض حسابات تويتر البوتيّة وكيفَ يتعاملُ معها المستخدمين:
- @Betelgeuse_3: يقوم بالرد على التغريدات التي تتضمن عبارة «بيتلجوس، بيتلجوس، بيتلجوس». عادة ما تكون هذه التغريدات عبارة عن اقتباس من فيلم بيتلجوس.[8]

- @CongressEdits و@parliamentedits: يقوم بنشر تغريدات عبارة عن التعديلات التي يقومُ بها شخصٌ ما من عنوان آيبي تابع لكونغرس الولايات المتحدة أو منَ البرلمان البريطاني على موسوعة ويكيبيديا.[9]

- @DearAssistant: يُرسل هذا البوت ردودًا تلقائيّة ردًا على التغريدات التي تستعلمُ حولَ موضوع في في اللغة الإنجليزية وذلكَ عن طريق استخدام ولفرام ألفا.[10]
- @DeepDrumpf: هو حِساب بوتي عبارة عن شبكة عصبية أُنشئ من قِبل معهد ماساتشوستس للتكنولوجيا من أجلِ نشر تغريدات تُقلّد رسائل وكلام دونالد ترامب.[11]

@DroptheIBot تويت الرسالة «الناس لا غير. حاول أن تقول 'المهاجرين غير الشرعيين» أو «غير مصرح بها المهاجرين' بدلا من ذلك» أن مستخدمي تويتر الذين أرسل التغريدة التي تحتوي على العبارة «المهاجرين غير الشرعيين». تم إنشاؤه من قبل أمريكا Fusion.net الصحفيين خورخي ريفاس وباتريك هوجان.
@everyword قد غردت كل كلمة من اللغة الإنجليزية. بدأت في عام 2008 بالتغريد كل ثلاثين دقيقة حتى عام 2014.
@factbot1 تم إنشاؤه من قبل اريك Drass لتوضيح ما يعتقد أن يكون مشكلة سائدة: أن من الناس على شبكة الإنترنت الاعتقاد غير معتمد الحقائق التي تصاحب الصور.
@الحصان الكتب هو بوت التي اكتسبت التالية بين الناس الذين وجدت التغريدات الشعرية. وقد ألهم مختلف _ebooks-suffixed تويتر السير التي تستخدم ماركوف النص مولدات (أو تقنيات مشابهة) إلى إنشاء تويت جديد من قبل يهرس حتى تويت من صاحبها.
@infinite_scream تويت التلقائي الردود على 2-39 حرف الصراخ. على الأقل مستوحاة جزئيا من قبل إدوارد مونش's الصراخ، أنها جذبت الانتباه من تلك المتعثرة من قبل رئاسة دونالد ترامب والأخبار السيئة.
@MetaphorMagnet هو منظمة العفو الدولية بوت الذي يولد مجازي رؤى باستخدام قاعدة المعرفة النمطية الخصائص والمعايير. رفيق بوت @MetaphorMirror أزواج هذه الاستعارات الأخبار تويت. آخر رفيق بوت @BestOfBotWorlds يستخدم المجاز لتوليد فو-البصائر الدينية.
@Pentametron يجد تويت بالمناسبة مكتوب في الخماسي التفاعيل باستخدام كارنيجي ميلون نطق القاموس، أزواج لهم في مقاطع استخدام القاموس القافية، retweets لهم مقاطع في أتباع' إس.
@RedScareBot تويت في شخصية جوزيف مكارثي ردا على تويتر الوظائف بالذكر «الاشتراكي» و «الشيوعي»، أو «الشيوعية».
@tinycarebot يعزز بسيطة الرعاية الذاتية الإجراءات أتباعه، مثل تذكر للبحث عن من شاشات الخاص بك، أخذ استراحة الذهاب خارج، وأكثر من شرب الماء. فإنه سيتم أيضا إرسال الرعاية الذاتية اقتراح إذا كنت سقسقة مباشرة في ذلك.
وهناك أيضا عائلات ذات الصلة تويتر السير. على سبيل المثال، @LessicoFeed, @SpracheFeed, @SwedishFeed, @TraductionFeed, @VocabularioFeed, @WelshFeed كل تغريدة الكلمة الإنجليزية جنبا إلى جنب مع ترجمة كل ساعة في الإيطالية، الألمانية، السويدية، الفرنسية، الإسبانية، ويلز، على التوالي. ترجمة crowdsourced من قبل المتطوعين المشتركين.

## التأثير
كشفت الكثير من الدِراسات عن وجود عدد كبير من الحِسابات الآلية. دفعَ هذا الأمر بجامعة إنديانا إلى وضعِ خدمة بوتية مجانية سمّتها بوتوميتر (بالإنجليزية: Botometer)‏ تقوم على نشرِ عشرات التغريدات المُفيدة. من جهة أخرى؛ أشارت تقديرات دراسة أكاديمية إلى أن ما يصل إلى 15% من مستخدمي تويتر عبارة عن حِسابات بوتية أو آلية لا غير.

### السياسية
لعبت مجموعة فرعيّة من بوتات التويتر أو الروبوتات المُبرمجة دورًا هامًا في انتخابات الرئاسة الأمريكية 2016؛ حيثُ يقدر الباحثون أن البوتات التي غردت لمُساندة ترامب هي أكثر من تلكَ الموالية لكلينتون. بالرغمِ من أنّ بوتات تويتر قد تبدو غير ضارّة لكنها قد تكون كذلك حينَما يتعلقُ الأمر بالسياسة خاصّة لو عملت هذه الحِسابات الآلية على نشرِ محتويات ضارة، وزيادة الاستقطاب وكذا نشر الأخبار الوهمية.
في يوليو 2020 ورد أن حملة على تويتر تستهدف ولي العهد السعودي السابق محمد بن نايف ومساعده في ذلك الوقت سعد الجبري بمزاعم فساد. وفقًا لمصدرين سعوديين مجهولين تم تشغيل الحملة على ما يبدو من قبل مستخدمي التويتر الموالين للحكومة في محاولة لتغيير الرأي العام نحو الأهداف.

### التأثير الإيجابي
تلعبُ بوتات أخرى دورًا إيجابيًا من خِلال الترفيه أو شيء من هذا القبيل كنشرِ معلومات حولَ التكنولوجيا ونشر أخبار تُساعد في تحسين استخدام هذه الخِدمة. على سبيل المثال لا الحصر؛ هناك بوتٌ يُدعى @tinycarebot حيث يُشجع أتباعه على ممارسة الرعاية الذاتية والانخراط مع العملاء في الطرق التفاعلية. هناكَ أيضًا بوت آخر يحملُ اسمَ @TheNiceBot وقد وُجدَ لمكافحة البلطجة ومكافحة انتشار التغريدات التلقائيّة وباقي الرسائل المُزعجة.

### الشخصيات العامة
تحظى الغالبية العظمى من حسابات المشاهير والعلامات التجارية بمتابعة حسابات البوت أو تلكَ الحسابات الوهميّة أو غير النشطة مما يجعلُ من الصعوبة بمكان قياس شعبيّة المشاهير على مواقع التواصل الاجتماعي. لقد اكتسبت/فقدت الشخصيات عددًا من المتابعين في فترات قصيرة وتتكرر هذه الظاهرة في كلّ مرة تقومُ فيها الشركة بعمليات التنقيب عن هذه الحسابات ومنعها أو حظرها. فعلى سبيل المثال؛ تمّ مراقبة حساب شون كومز مندوب شركة جاريد بوليس وبيبسيكو وكذا مرسيدس-بنز و50 سنت وقد تبيّن أن بعض هذه الحِسابات قد انخرطت في شراء وبيع المتابعين بمبالغ ماليّة تُقدر من 40 مليون إلى 360 مليون دولار سنويًا. بشكل عام؛ يحتوى موقع تويتر على الآلاف من الحسابات الوهمية التي تُتابِع المشاهير وغيرهم لغرضٍ ما.